# Mesoleius autumnalis
Mesoleius autumnalis là một loài tò vò trong họ Ichneumonidae.